# Poblado íbero Peña del Moro

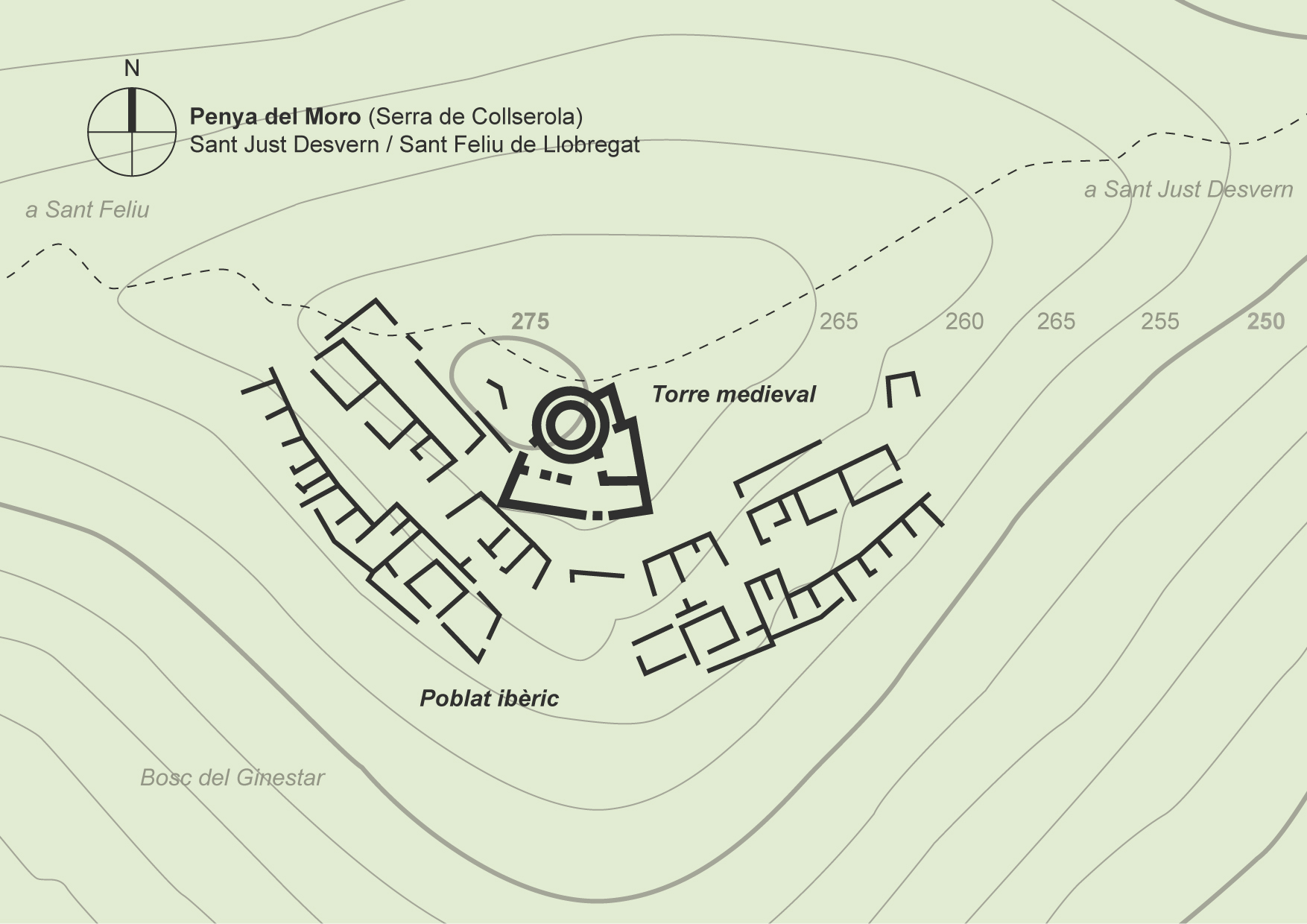
Mapa esquemático de la peña del Moro con las estructuras del poblado ibérico.

El poblado íbero Peña del Moro es un yacimiento arqueológico situado en la peña del Moro, en Cataluña (España). 
A partir de finales de la Edad del Bronce la población íbera del Bajo Llobregat, que pertenecía a la tribu de los layetanos, se fue agrupando en pequeños poblados, como el de la peña del Moro. Se trataba de un poblado de segunda categoría, es decir, de dimensión mediana, probablemente dependiente del poblado de primera categoría de Montjuïc. Fue parte de una red de poblados con contacto visual: Peña del Moro ↔ Puig Madrona ↔ Poblado íbero Can Olivé.
El poblado, que es uno de los asentamientos humanos más antiguos encontrados en Collserola, presenta dos fases de vivienda. La primera corresponde al siglo VI a. C. y la segunda que va del siglo V a. C. hasta el siglo VI a. C. Entre estas dos fases hubo un abandono de una cincuentena de años.

## Las casas

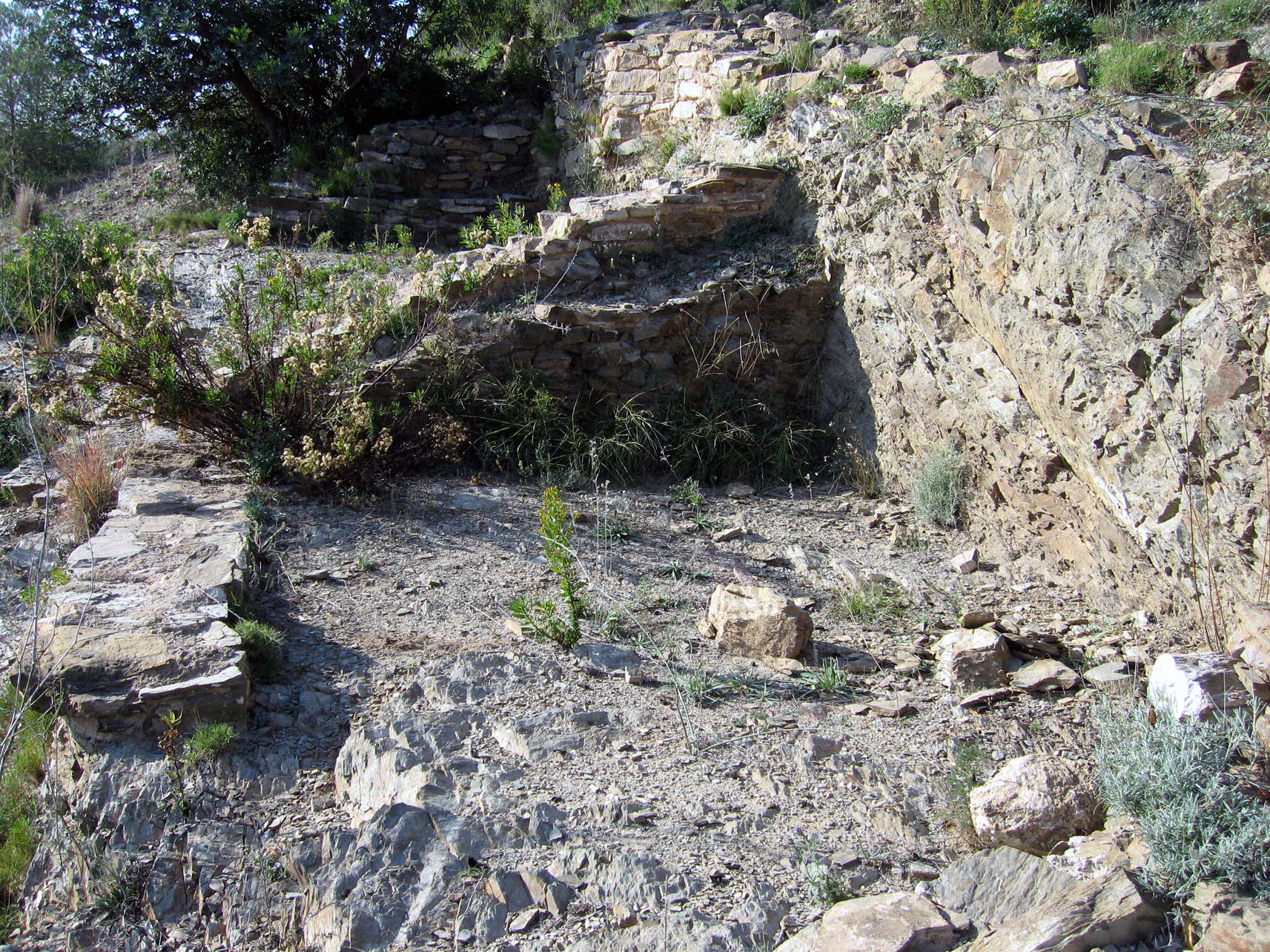
Murallas de dos casas íberas.

Las casas del poblado se encuentran a la vertiente soleada del cerro, en terrazas artificiales siguiendo la pendiente natural del terreno y están divididas en dos filas por un callejón. Son de base rectangular con un solo ambiente y probablemente eran de dos plantas. Las paredes son de piedra y los pavimentos de barro. Las habitaciones tenían en el centro una chimenea.
En el punto más elevado del cerro había una torre de vigía (vigilancia) que fue substituida posteriormente por la torre medieval del castillo con el mismo nombre.

## Los hallazgos arqueológicos

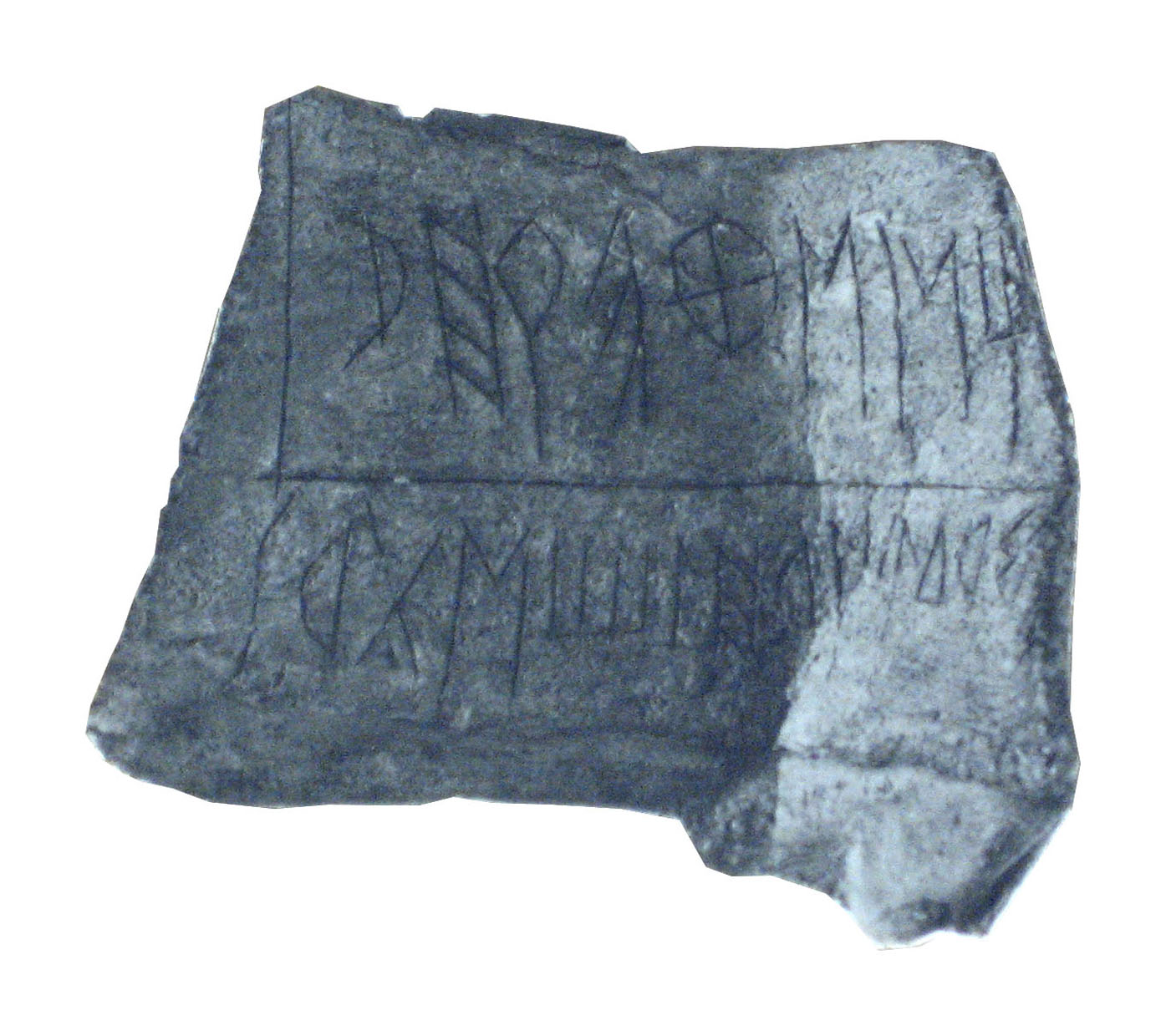
Plaqueta de plomo ibérica encontrada en el poblado de la peña del Moro.

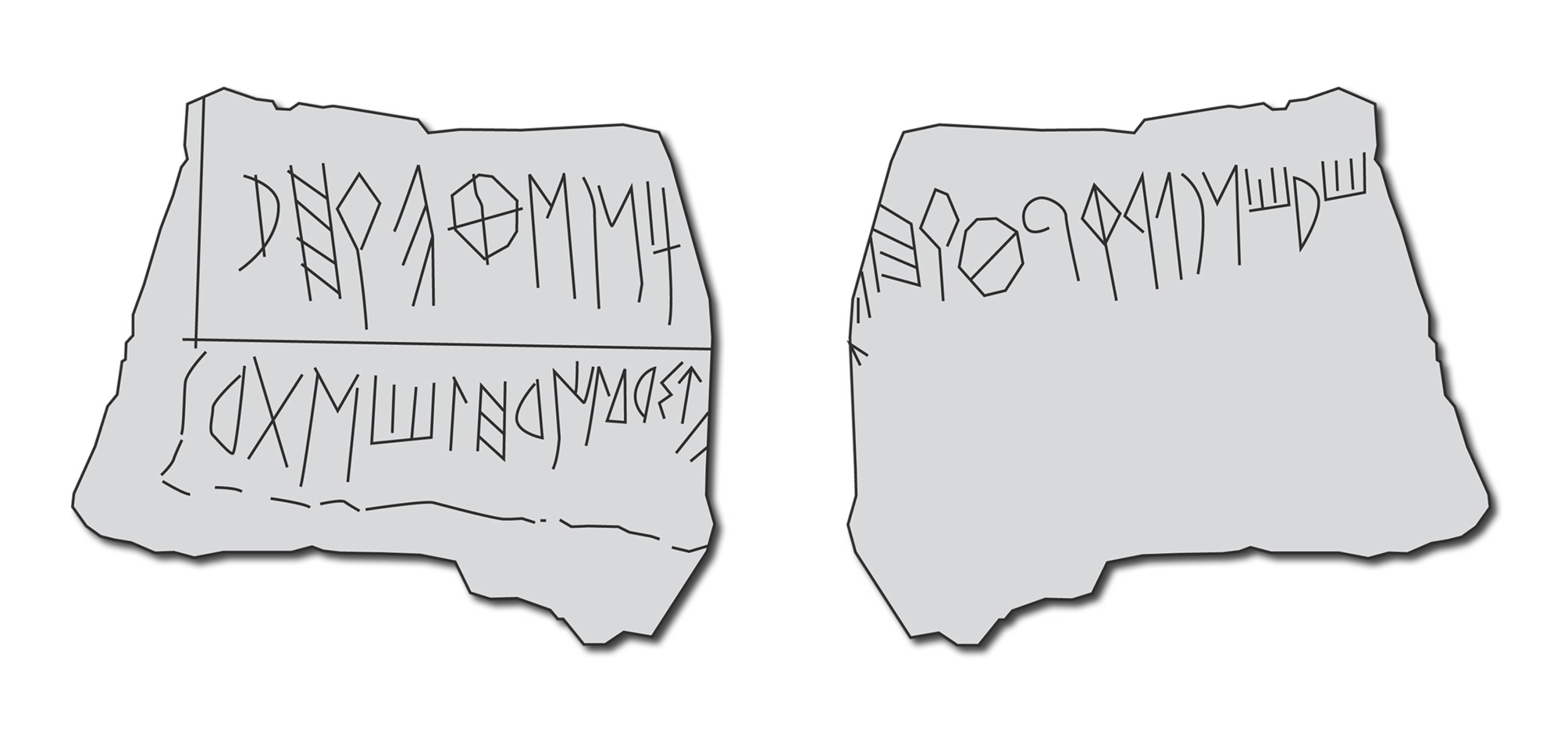
Esquema de las inscripciones.

Las primeras excavaciones arqueológicas se iniciaron en 1972 y siguieron hasta 2002. Durante este periodo se encontraron restos de ánforas, de cerámica ática, corintia, jónica, fenicia y masaliota, así como piezas de un collar de origen púnico. También se encontraron vestigios de un rito de fundación que consistía en colocar la cabeza y las patas de un cabrito debajo del pavimento de las viviendas.
La pieza más importante encontrada en el yacimiento es una plaqueta de plomo del siglo IV a. C. de sólo 28 × 40 mm de ancho y 1,5 mm de grosor con inscripciones de escritura ibérica en las dos caras, que se conserva en el Museo de Arqueología de Cataluña en Barcelona. El texto, con 34 signos, está escrito de izquierda a derecha, sin señales de separación de palabras y se hizo con un punzón muy fino. Parece ser que la plaqueta fue recortada después de haber grabado la inscripción, posiblemente porque ya había cumplido su función y hacía falta reaprovechar el material. La lectura de las inscripciones es:
- Cara uno:
  - tinbasteeroke
  - bartastoloriltursu
- Cara dos:
  - tortonbalarbiteroka

A pesar de que se puede descifrar el alfabeto ibérico, se desconoce el sentido del texto puesto que todavía no se ha conseguido traducir la lengua ibérica. Es muy probable que se tratara de algún asunto relacionado con el comercio. En todo caso esta pieza hace evidente unas relaciones comerciales altamente desarrolladas con pueblos bastante lejanos. Un artefacto parecido se encontró en la ciudad ibérica de Ullastret, pero en toda la zona entre el Bajo Ampurdán catalán y la Plana Baja valenciana, es único.